# 짐 영스
짐 영스(Jim Youngs, 1956년 10월 16일 ~ )는 미국의 배우, 텔레비전 배우이다.

## 영화
- 무한대를 본 남자 (2015년)
- 사이보그 2 (1993년)
- 스키터 (1993년)
- 유 토킹 투 미 (1987년) - 브론슨 역
- 슛! 골인 (1987년)
- 와이즈가이 (1987년)
- 노바디스 풀 (1986년)
- 영블러드 (1985년)
- 무인도 청춘 파티 (1984년)
- 자유의 댄스 (1984년) - 척 크랜스턴 역
- 더 파이널 테러 (1983년)
- 남자의 진실 (1982년)
- 배회자 (1979년)